# Стравохід
Стравохі́д (лат. oesophagus, -i) — порожнистий орган, що є прямим продовження глотки, що тягнеться від шостого шийного хребця через усю грудну порожнину, проходить крізь отвір діафрагми і закінчується на рівні одинадцятого грудного хребця в черевній порожнині. Основною функцією стравоходу є проведення їжі з порожнини рота й глотки до шлунка. Її забезпечує добре розвинена м'язова стінка, яка складається у верхній третині стравоходу з поперечнопосмугованих, а далі — із гладеньких м'язів. Їжа пересувається по стравоходу завдяки перистальтичним рухам, за допомогою них харчова грудка не падає по стравоходу в шлунок під дією сили тяжіння.
Стравохід має два сфінктерні механізми: верхній (глотково-стравохідний) і нижній (кардіальний).
Для діагностики захворювань стравоходу може використовуватися езофаго-рН-моніторинг, манометрія стравоходу, імпеданс-рН-моніторинг або інші процедури.

## Анатомія
Стравохід розвивається в ранньому ембріогенезі із заглоткової ділянки передньої кишки, розташований між глоткою і шлунком. У дорослої людини він має вигляд сплюснутої спереду назад циліндричної трубки 25 — 30 см завдовжки і близько 3 см завширшки. Починається стравохід на рівні тіла CVI або CVII хребця й закінчується на рівні ТХІ хребця.
Стравохід має три частини (шийна, грудна, черевна) і три анатомічних звуження: шийне, у грудній частині (бронхоаортальне) і діафрагмальне. У живої людини розрізняють також два фізіологічних звуження: аортальне — позаду дуги аорти і кардіальне — в місці переходу стравоходу в шлунок.

### Топографічна анатомія
Стравохід поділяють на три частини: шийну, грудну (найбільшу) і черевну (найменшу). Шийна частина стравоходу, відхилившись ліворуч, розташована попереду передхребтової фасції шиї і позаду трахеї, з якою вона пухко зростається. Пройшовши через верхній отвір грудної клітки в заднє середостіння, стравохід на межі TIV —TV хребців перехрещує позаду лівий головний бронх, перетинає серединну лінію і відхиляється праворуч, залишаючись, як і раніше, поблизу хребта. На рівні TVIII хребця стравохід знову відхиляється ліворуч, відходить від хребта й огинає (спірально) спереду грудну частину аорти. На рівні тіла ТХ хребця проходить через стравохідний отвір діафрагми й на рівні ТХІ хребця зліва від серединної площини переходить у шлунок.
Грудна частина стравоходу зліва вгорі вкрита медіастинальною плеврою, внизу й спереду межує з перикардом.
Черевна частина стравоходу (2 — 5 см), вкрита очеревиною.
У грудній і черевній частинах стравохід супроводжують правий і лівий блукаючі нерви, які на стінці стравоходу утворюють нервове сплетення.

### Кровопостачання
Шийна частина — від нижніх щитоподібних артерій, грудна — від гілок грудної частини аорти, черевна — від гілок лівої шлункової артерії.

### Венозний відтік
Від шийної частини — в нижню щитоподібну і плечеголовні вени, грудної — у півнепарні вени і від черевної — через ліву шлункову вену (з системи ворітної вени).

### Лімфовідтік
Від шийної частини — в бічні глибокі шийні лімфатичні вузли, грудної — в паратрахеальні, бронхолегеневі та середостінні, від черевної — в черевні та шлункові.

### Іннервація
Гілки блукаючого нерва шийних і грудних вузлів симпатичного стовбура, які на стінках стравоходу утворюють нервове сплетення.

## Гістологія
Стінка стравоходу досить товста (до 3 мм) і складається з трьох оболонок: слизової з підслизовою основою, м'язової і зовнішньої (адвентиціальної).
Слизова оболонка стравоходу вистелена багатошаровим плоским епітелієм, а в товщі її власного шару міститься невелика кількість дрібних слизових залоз і окремих фолікулів, розташованих зсередини від м'язової пластинки слизової оболонки. Підслизова основа пухка, внаслідок чого слизова оболонка стравоходу легко збирається у великі поздовжні складки.
М'язова оболонка стравоходу розвинута добре і складається з двох шарів: зовнішнього поздовжнього і внутрішнього циркулярного. У верхній третині органа м'язова тканина посмугована, в нижній гладка, а в середній — змішана. Зовнішня (адвентиціальна) оболонка, що відмежовує стравохід від навколишніх органів, пухка, що сприяє більшій його рухомості (переважно в поздовжньому напрямку) і розширенню просвіту (до 5 см і більше).

## Хвороби
- Кардіоспазм
- Гастроезофагеальна рефлюксна хвороба (ГЕРХ)
- Рак стравоходу
- Езофагіт
- Синдром Маллорі-Вейсса
- Синдром Берхааве
- Синдром Неємія Ашерсона